# تنورچه
تنورچه یا تنورجه نام روستایی از توابع بخش مرکزی شهرستان کوهسرخ در استان خراسان رضوی است. این روستا در دهستان برکوه قرار دارد و بر اساس سرشماری سال ۱۳۸۵ جمعیت آن (۲۳۸ خانوار) ۸۹۵ نفر است.